# Macrozamia fearnsidei
Macrozamia fearnsidei — вид голонасінних рослин класу саговникоподібні (Cycadopsida).
Етимологія: вшанування скотаря Джеффа Фірсайда (Geoff Fearnside), станції Wallaroo, де був зібраний типовий зразок.

## Опис
Рослини без наземного стовбура, стовбур 15–35 см діаметром. Листя 2–12 в кроні, від яскраво-зеленого до темно-зеленого кольору, від високоглянсових до напівглянсових, завдовжки 70–140 см, з 55–120 листових фрагментів; хребет сильно спірально закручений, прямий, жорсткий; черешок завдовжки 15–40 см, прямо на загнутий, без шипів. Листові фрагменти прості; середні — завдовжки 200—600 мм, 6–11 мм завширшки. Пилкові шишки веретеновиді, 15–27 см завдовжки, 4.5–6.5 см діаметром. Насіннєві шишки яйцюваті, завдовжки 12–18 см, 8–10 см діаметром. Насіння яйцеподібне, 23–27 мм завдовжки, 19–23 мм завширшки; саркотеста червона.

## Поширення, екологія
Країни поширення: Австралія (Квінсленд). Записаний від 300 до 600 м над рівнем моря. Цей вид росте у високому відкритому лісі, або в ярах, близько до тимчасових водотоків або на кам'янистих схилах і укосах.

## Загрози та охорона
Зниження населення відбувається через руйнування середовища проживання.